# لاگوا
شهر لاگوا (به پرتغالی: Lagoa) در لاگوا در کشور پرتغال واقع شده‌است. جمعیت این شهر ۵٬۰۰۰ نفر  است. در تاریخ ۱۲ ژوئیه ۲۰۰۱ به عنوان شهر شناخته شد.